# Municipio de Falam
El municipio de Falam (birmano: ဖလမ်းမြို့နယ်) es un municipio de Birmania perteneciente al distrito de Falam del Estado Chin. Su capital es Falam, que también es la capital distrital. En 2014 tenía 48 077 habitantes.
El municipio, con una extensión de 2667 km², se ubica en el tercio meridional del distrito. Limita al norte con el municipio de Tedim, al este con el municipio de Kale (región de Sagaing), al sur con los municipios de Hakha y Thantlang y al oeste con el estado indio de Mizoram.
Comprende una zona montañosa en torno a los ríos Manipur, Neyinzaya y Myittha, en el entorno de los montes Chin. En su territorio se ubican el monte Zinghmuh, segundo pico más alto del estado, y el lago Rih Dil.
En el término municipal hay 87 agrupaciones de pueblos y 178 pueblos. Además de Falam, otras localidades de cierta importancia son Lumbang, Simpi y Webula.